# Camponotus namacola
Camponotus namacola é uma espécie de inseto do gênero Camponotus, pertencente à família Formicidae.